# Массачусетс
Массачусетс (Massachusetts) — штат у США на Атлантичному узбережжі (інші назви: штат біля Затоки, штат Старої Колонії). Площа 21,5 тис. км², населення  7 001 399 мешканців (2023); головні міста: Бостон (адміністративний центр, порт), Спрингфілд, Вустер, Нью-Бедфорд, Кембридж; низовинно-височинний, на заході Аппалачі;
Особливості: Бостонські хмарочоси, Гарвардський університет і Массачусетський технологічний інститут, Кембридж; Нью-Бедфорд і острів Нантакет, які були китовими портами; Беркшир-Гіллз і інші концертні зали; поля боїв Лексінгтона і Конкорда біля Національного історичного парку Мініт-Мен; Салем, місце збору відьом; Плімут-Рок;

## Географія

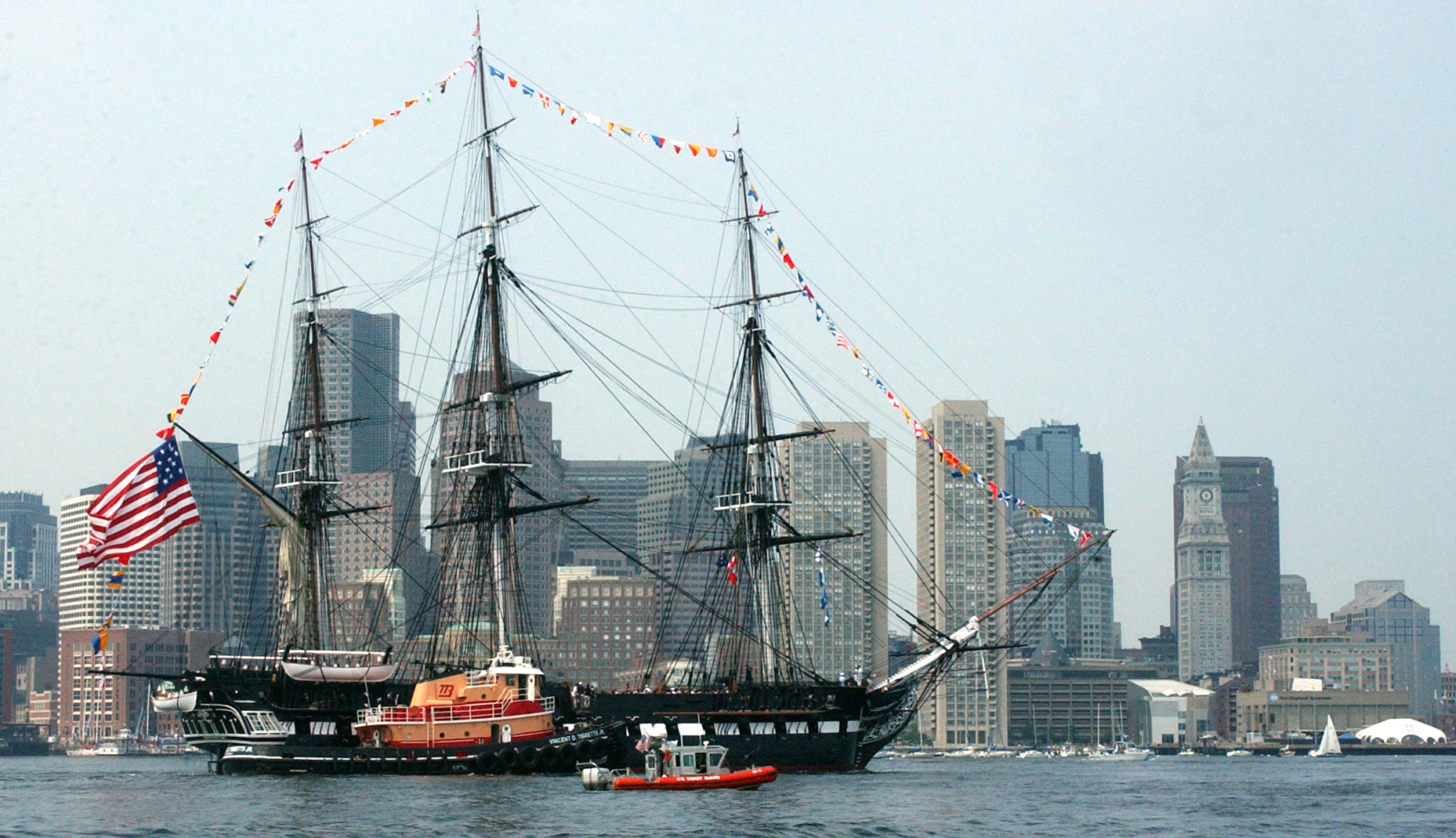
Корабель USS Constitution в Бостонській бухті Массачусетської затоки

Массачусетс межує зі штатами Нью-Гемпшир та Вермонт на півночі, Нью-Йорк на заході,
Коннектикут та Род-Айленд на півдні, з Атлантичним океаном на сході. Острови Мартас-Віньярд і Нантакет лежать на південь від півострова Кейп-Код. Бостон — найбільше місто штату (агломерація близько 5 800 000), але більша частина населення метрополіса живе в передмістях.
Массачусетс називають штатом заток, через декілька заток на його узбережжі: Массачусетська затока, затока Кейп-Код, затока Баззардс, а також затока Наррагансетт. На заході пролягають гірські хребти Таконік та Беркшири.

## Історія
Колонія отримала свою назву по імені місцевого племені массачусет, що означає «велике гірське місце» («masa» — «великий» і «wachusett» — «гора»). Першим досяг тутешніх берегів англійський мореплавець Варфоломій Госнолд у 1602 році. У 1620 році біля берегів мису Кейп-Код висадилися пасажири торгового судна «Мейфлавер», покинувши Англію з релігійних міркувань. Саме вони заснували на території Массачусетсу перше європейське поселення — Плімутську колонію. Перед остаточною висадкою в Плімуті вони підписали відому Мейфлаверську угоду, яка вважається першою американською конституцією. В основу цього документа лягла ідея громадянської злагоди — підпорядкування волі більшості. А через 150 років саме волелюбність і нескореність нащадків пуритан допомогли Америці стати незалежною. Освоїтися на новому місці поселенцям допомогли індіанці — вампаноаги. Під час першого врожаю в жовтні 1621 року англійці влаштували триденний бенкет для індіанців. Так виникло свято, відоме нині як День подяки. Незабаром з'явилися нові переселенці, в 1623 році була заснована колонія Глостер, в 1626 році — Номкіг, яка пізніше перетворилася на місто Сейлем. У 1630 році прибула перша група пуритан на чолі з Джоном Вінтропом, який став засновником міста Бостон. У 1636 році був відкритий Гарвардський університет, перший у країні навчальний заклад такого рангу. Пуритани відрізнялися релігійною нетерпимістю, в 1692 році почалася «полювання на відьом» в містечку Сейлем. На Сейлемському процесі було пред'явлено 156 звинувачень, 30 осіб визнано винними, з них 14 жінок і 5 чоловіків були повішені.
До середини XVIII століття Массачусетс став центром кораблебудування і торгівлі в британських колоніях. Жителі штату протестували проти податкового гніту метрополії. У 1770 році це вилилося в «бійню Бостона». У 1773 році спалахнув заколот, відомий як «Бостонське чаювання», що став початком Війни за незалежність США. Жителі колонії Массачусетс, переодягнувшись в індіанців, скинули з британського корабля ящики з чаєм на знак протесту проти невигідної для колонії податкової політики та обмежень на торгівлю з іншими країнами.
Безліч пам'яток штату зосереджено в Бостоні. У Плімуті можна побачити залишки гранітної скелі, у якої, згідно з легендою, висадилися перші пуритани. Поруч з Плімутською скелею — точна копія корабля «Мейфлавер», побудована в 1955 році в Англії та потім здійснила плавання в Америку. Цікаво відвідати Плімутську плантацію, де панує атмосфера XVII століття. Популярне містечко відпочинку мис Кейп-Код (Cape Cod), відоме прекрасними піщаними пляжами.
Массачусетс був однією з 13 американських колоній, що почали повстання проти Англії. 6 лютого 1788 року Массачусетс ратифікував Конституцію США і став шостим штатом нової держави.

## Економіка
Один з найзаселеніших та промислово розвинутих штатів; електронна, машинобудівна, хімічна промисловість; вирощування овочів та фруктів, тютюну; тваринництво; вилов молюсків та омарів; туризм.
Виробляється: програмне забезпечення, електроніка, комунікаційне й оптичне устаткування, точні прилади, неелектричні верстати, риба, журавлина, молочні продукти;

## Мовний склад населення (2010)
| Мови          | Частка людей старше 5 років, % |
| ------------- | ------------------------------ |
| Англійська    | 78,93                          |
| Іспанська     | 7,50                           |
| Португальська | 2,97                           |
| Французька    | 1,11                           |
| Китайська     | 1,11                           |
| Креольська    | 0,89                           |
| Італійська    | 0,72                           |
| Російська     | 0,62                           |
| В'єтнамська   | 0,58                           |
| Грецька       | 0,41                           |
| інші          | 5,16                           |

## Персоналії
- Семюел Адамс
- Емілі Дікінсон
- Ральф Волдо Емерсон
- Роберт Годдард
- Олівер Венделл Голмс молодший
- Вінслов Гомер
- Джон Ф. Кеннеді
- Роберт Ловелл
- Даніель Вебстер
- Френк Сімонетті
- Карл Джошуа Янг
- Френк Ватрано
- Конор Ширі
- Джон Ліллей

## Галерея

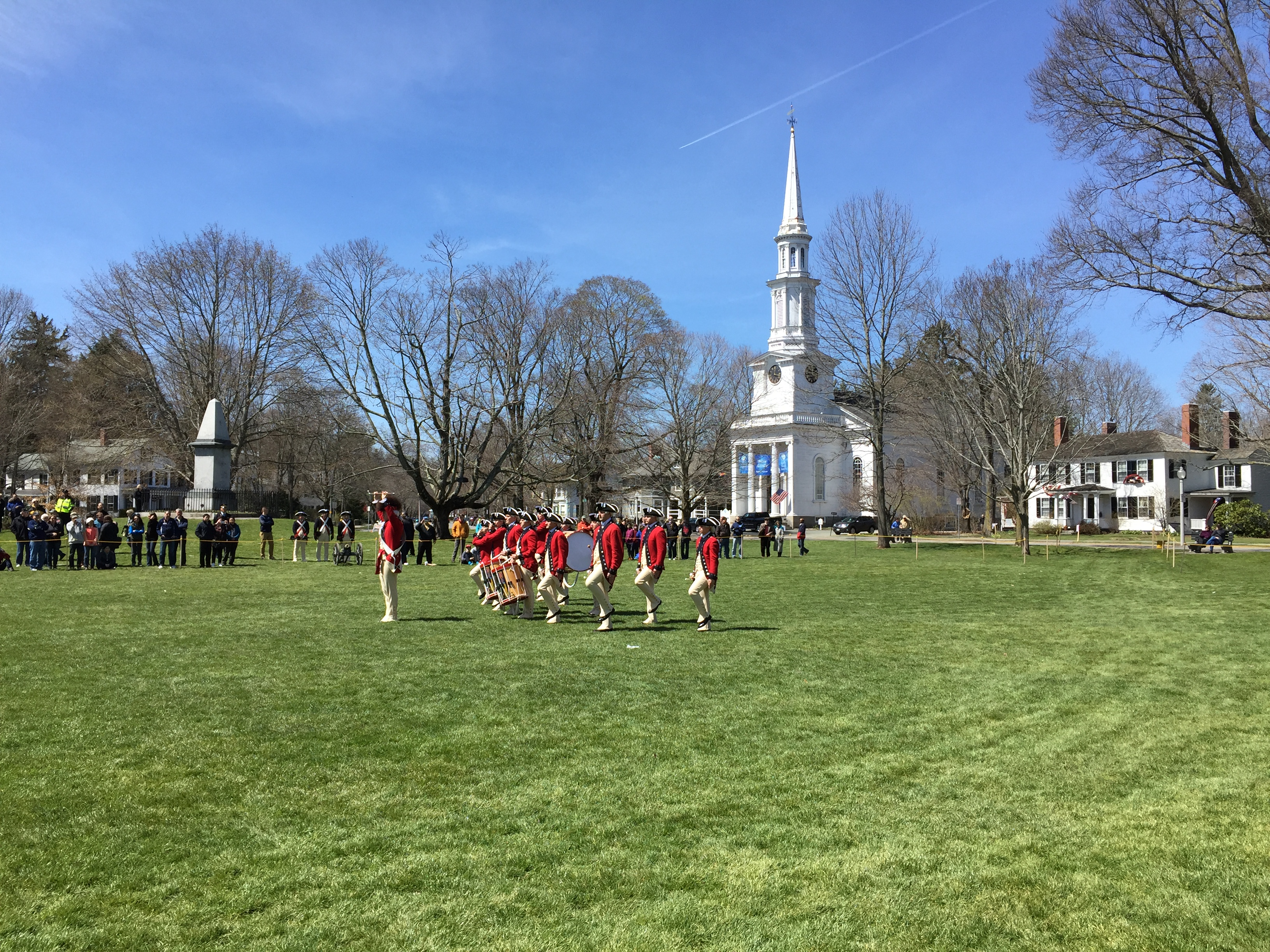
Lexington Common
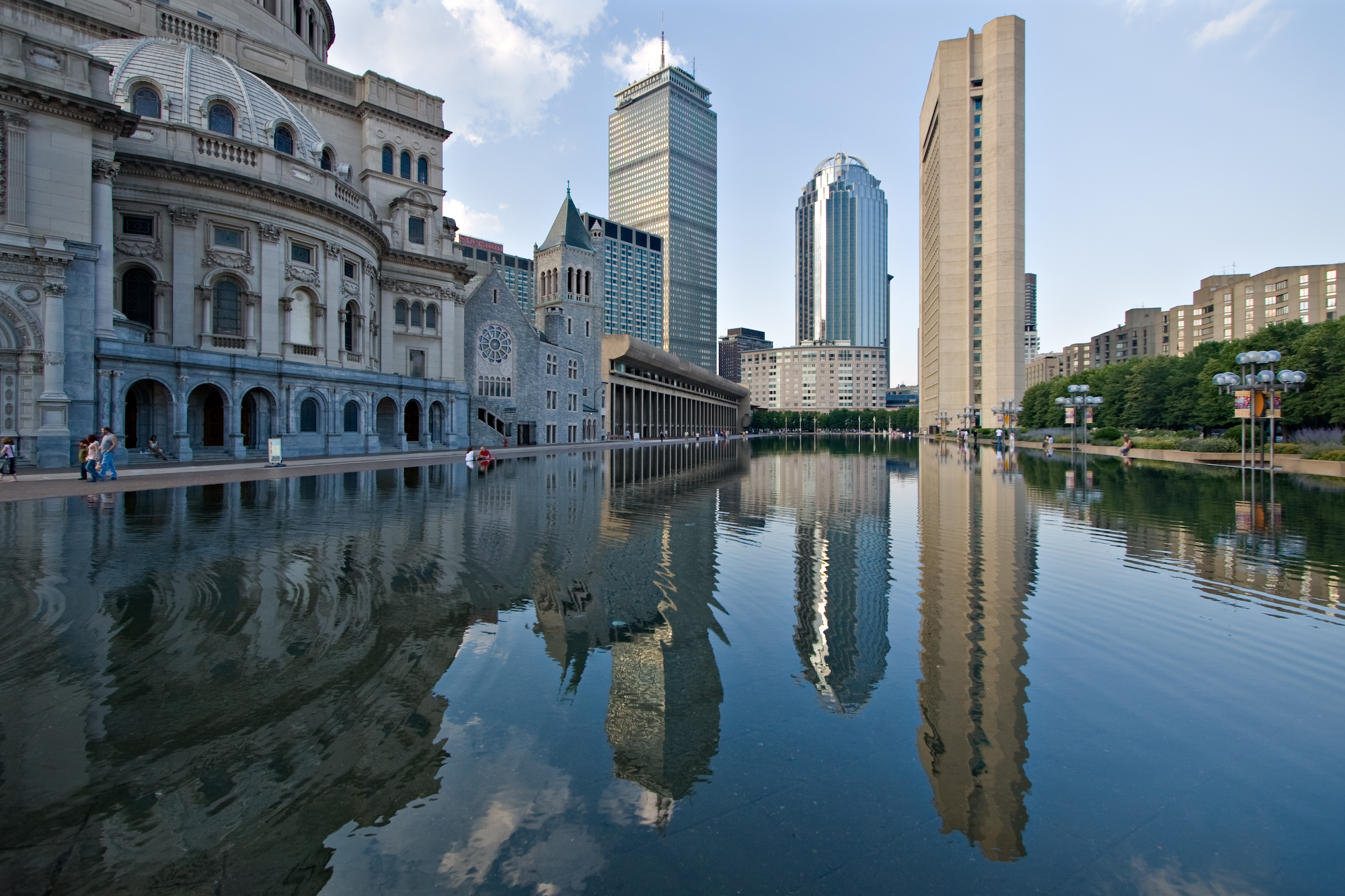
Бостон
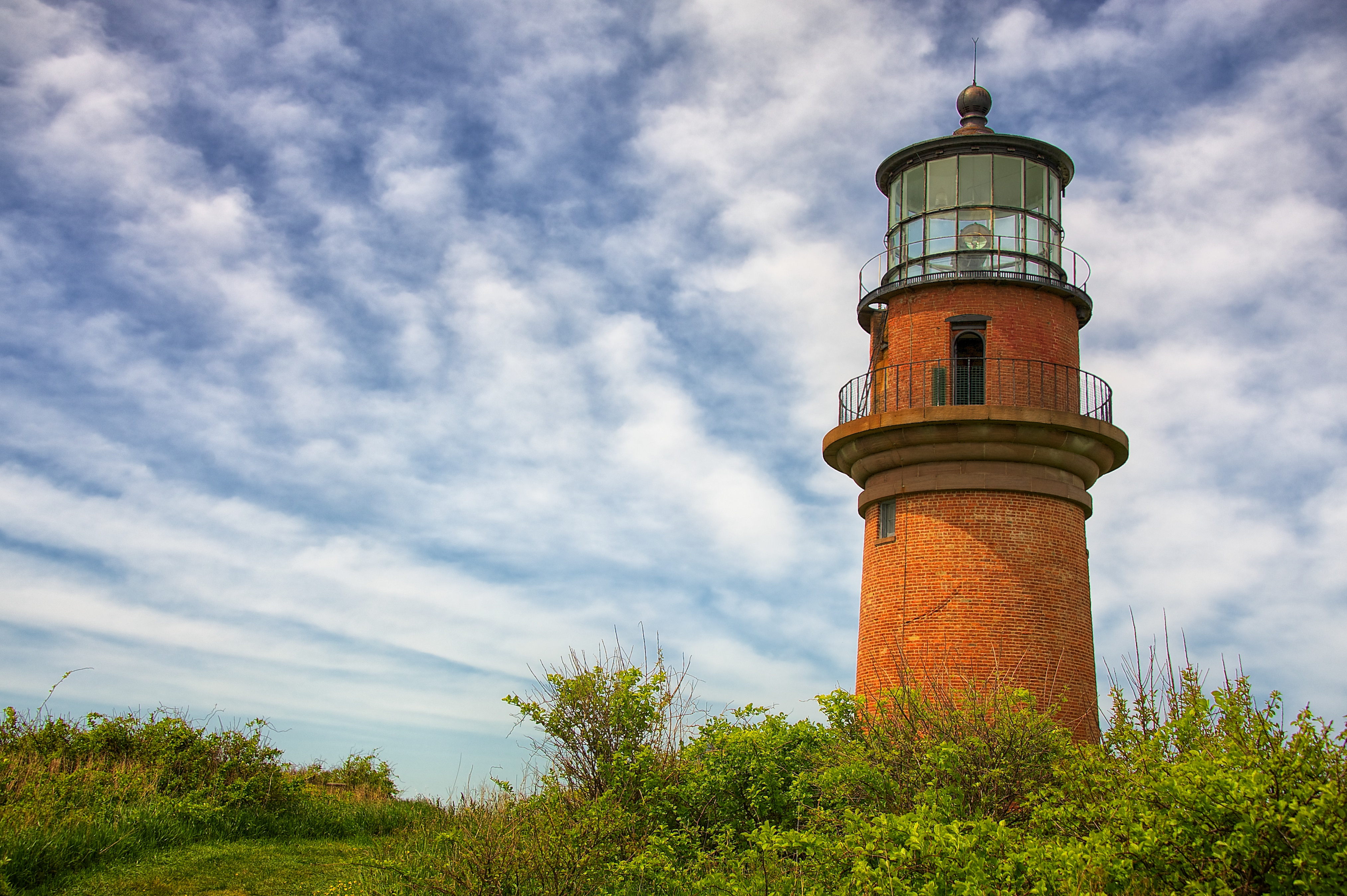
Gay Head Light